# Взлёт и падение Хайди Флейс
«Взлёт и падение Хайди Флейс» — американский драматический фильм снятый для телевидения. Сюжет фильма основан на реальных событиях. В фильме присутствует множество сексуальных сцен и женской наготы.

## Сюжет
Хайди родилась в большой и дружной еврейской семье. Её отец — известный педиатр, у неё добрая мама, а также много братьев и сестёр. Детство Хайди проходит тепло и весело. Однако позже её родители разводятся.
Хайди влюбляется в Ивана Надя, кинорежиссёра вдвое старше её, он отвечает ей взаимностью. Но в один день он знакомит Хайди с мадам Алекс — пожилой сутенёршей, владелицей элитного борделя. Надь делает из Хайди проститутку, что, впрочем, не особо расстраивает девушку. Она быстро входит во вкус, познаёт азы профессии, и пользуется большой популярностью среди клиентов. Всё меняется, когда мадам Алекс арестовывают. Пока она находится под стражей, Хайди быстро берёт её дело в свои руки. В 23 года Хайди Флейс становится хозяйкой одного из самого элитных борделей в США. Бизнес идёт, новаторские идеи Хайди дают хорошие результаты, а денег зарабатывается так много, что «их просто некуда девать». У Хайди много влиятельных друзей из Голливуда и других сфер шоу-бизнеса, которые оказывают ей своё покровительство и пользуются услугами её салона. Одним из них является известный кинорежиссёр Стив, который становится любовником Хайди.
Однако Хайди предаёт Ивана, человека который и привёл её в этот бизнес. Иван не может ей этого простить, и начинает свою месть. В осуществлении мести ему помогает Алекс. Хайди арестована, улик против неё много, а путей для освобождения мало. Кроме того, она уже давно сидит на сильных наркотиках, и в камере есть становится всё хуже и хуже. Попытки скомпрометировать Ивана терпят полный провал. Друзья один за другим отворачиваются от неё. Тогда Хайди идёт на последний шаг. Когда она была «голливудской мадам», Хайди вела дневник, куда записывала всех своих знаменитых клиентов. Это люди из высшего общества, строившие свои карьеры годами. Хайди заявляет о том, что опубликует свои записки. Поднимается большой переполох, журналисты ожидают грандиозный скандал, а бывшие клиенты её салона сильно перепуганы. Ночью к Хайди приезжает её бывший любовник Стив. Он вывозит её за город. Там он говорит ей, что люди, которые строили свои карьеры и наживали своё состояние долгие годы, не дадут обнищавшей проститутке и наркоманке всё испортить. Он говорит ей, что она по-любому сядет в тюрьму. Но если она сядет без скандала, он сможет выйти и снова вступить в игру.
Понимая, что на кону её жизнь, Хайди просит свою подругу сжечь компрометирующие записки. Начинается суд над Хайди, к которому приковано внимание всей Америки. Тем не менее скандала не происходит. В первый день суда умирает мадам Алекс. Иван и Стив отворачиваются от Хайди. Суд приговаривает её к 7 годам лишения свободы за занятие проституцией, организацию проституции, вовлечение в проституцию несовершеннолетних, неуплату налогов и отмывание денег.
В эпилоге фильма зрители узнают, как сложились судьбы главных героев. Иван Надь снял порнографический фильм. Мадам Алекс умерла в первый день суда от осложнений, вызванных операцией на сердце. Хайди Флейс отсидела в тюрьме 20 месяцев и вышла условно-досрочно на свободу. Приговор по её делу был отменён из-за ошибки присяжных. На свободе она стала известным борцом за права проституток.

## В ролях
- Джейми Линн Сиглер
- Бренда Фрикер
- Сол Рубинек
- Эммануэль Вожье
- Натасия Мальте
- Роберт Дави

### Рецензии
- Robert Pardi. Call Me: The Rise And Fall Of Heidi Fleiss
- DAVID MCCUTCHEON. CALL ME: THE RISE AND FALL OF HEIDI FLEISS
- Brian Lowry. Review: ‘Call Me: The Rise and Fall of Heidi Fleiss’
- ALESSANDRA STANLEY. TELEVISION REVIEW; No Inhibitions, or Excuses, for a Hollywood Madam
- Matthew Gilbert. Heidi Fleiss movie 'Call Me' is all gloss, no insight